# الفريق الحكومي الدولي المعني بإندونيسيا

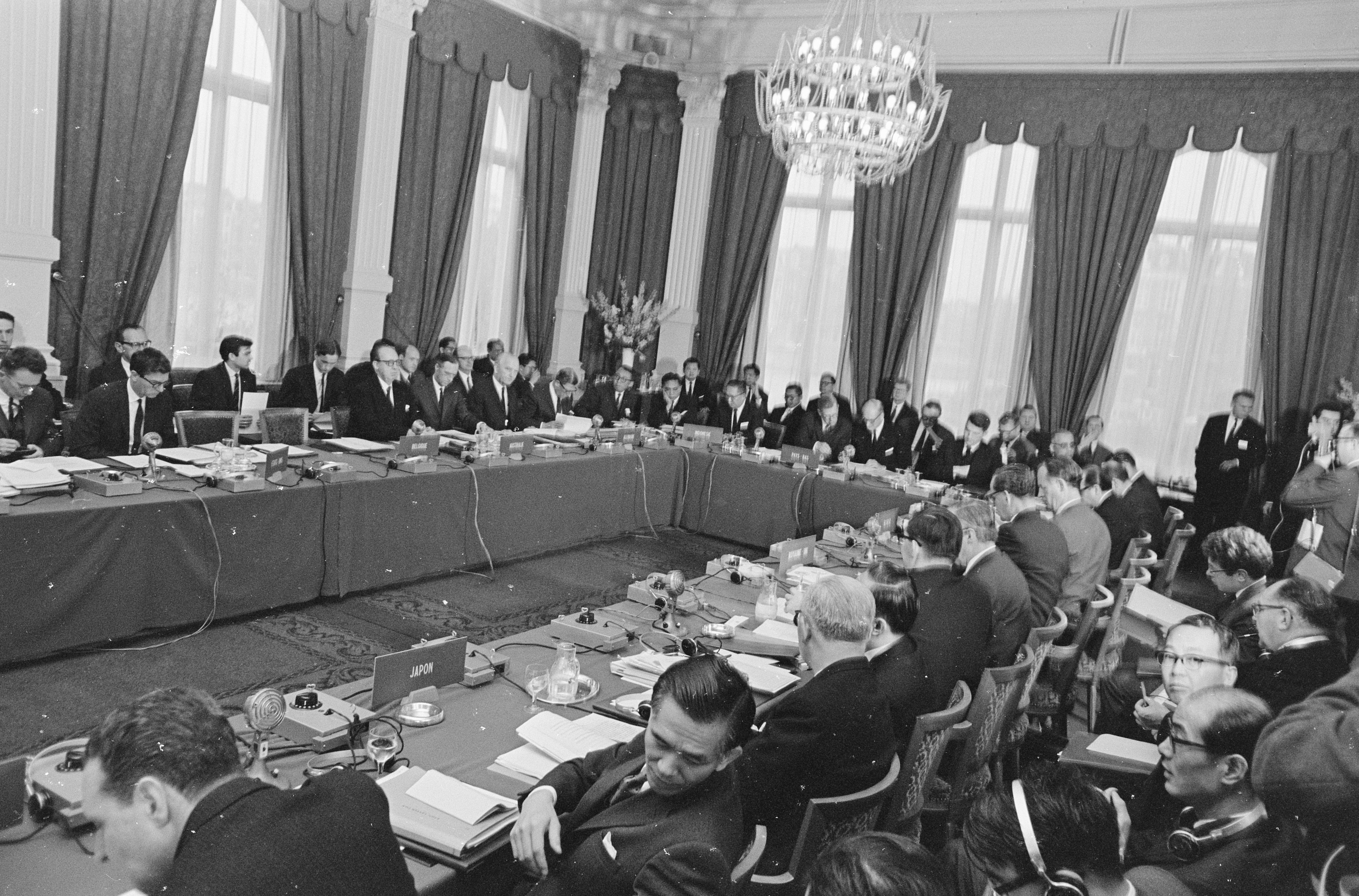
اجتماع الفريق الحكومي الدولي المعني بإندونيسيا في أمستردام 1967

الفريق الحكومي الدولي المعني بإندونيسيا تأسس في عام 1967 ككونسورتيوم دولي من الجهات المانحة الرسمية لتنسيق تقديم المساعدات الخارجية لإندونيسيا. كان الفريق الحكومي الدولي هو المجموعة الرسمية الرائدة للمانحين لإندونيسيا من عام 1967 حتى أوائل عام 1992 عندما تم إلغاؤه وحل محله الفريق الاستشاري المعني بإندونيسيا. على مدار 25 عامًا حتى عام 1992 كان الفريق الحكومي مؤسسة إقليمية رئيسية في جنوب شرق آسيا. ساعد في توفير دعم دولي قوي للانتعاش الاقتصادي في إندونيسيا بعد الصعوبات الاقتصادية في إندونيسيا خلال فترة رئاسة سوكارنو في خمسينيات وسيتينات القرن العشرين.

## التأسيس
جاء إنشاء الفريق الحكومي الدولي المعني بإندونيسيا بعد عقد عدة اجتماعات دولية في أواخر عام 1966 وأوائل عام 1967 بين الدول الدائنة وإندونيسيا. في ذلك الوقت كان لدى إندونيسيا ديون دولية كبيرة غير مسددة. وقد أقر المجتمع الدولي بأن إعادة جدولة مدفوعات الديون ستكون ضرورية كجزء من برنامج متفق عليه للتغلب على المشاكل الاقتصادية الخطيرة في إندونيسيا. تم إنشاء المجموعة بتوافق الآراء، دون اتفاقات قانونية بين البلدان الدائنة وإندونيسيا. راديوس براويرو أحد أشهر صانعي السياسة في إندونيسيا في سبعينيات وثمانينيات القرن العشرين قال:
| الفريق الحكومي الدولي المعني بإندونيسيا | أحد أعظم نقاط القوة في المنظمة كان عدم أهميتها النسبية. لم يكن لدى الفريق الحكومي الدولي المعني بإندونيسيا ميثاق رسمي. لم يتم تأسيسه من خلال أي اتفاقات قانونية ملزمة. لم يكن لديه أمانة دائمة أو أي من المؤسسات المؤسسية لمنحها وضع" مسؤول المنظمة.... كانت هيئة دولية لا تفرض شيئًا على أعضائها. وكان الغرض من الفريق هو ببساطة بمثابة منتدى لتسهيل العمل المنسق بين أعضائها وتبادل الآراء. | الفريق الحكومي الدولي المعني بإندونيسيا |

## الأعضاء
كان أعضاء الفريق عندما تم تأسيسها لأول مرة بالإضافة إلى إندونيسيا: أستراليا وبلجيكا وفرنسا وألمانيا الغربية وإيطاليا واليابان وهولندا والمملكة المتحدة والولايات المتحدة. ضم المراقبون كل من: النمسا وكندا ونيوزيلندا والنرويج وسويسرا وإندونيسيا والبنك الدولي وصندوق النقد الدولي وبنك التنمية الآسيوي وبرنامج الأمم المتحدة الإنمائي ومنظمة الأمم المتحدة الاقتصادية. وقد وصف براويرو الفريق خلال الفترة التي وُجِدت فيها بأنها «... ربما أكثر المنظمات فاعلية في العالم في العلاقات الاقتصادية الثنائية والمتعددة الأطراف.»

## أنشطة الفريق
خلال العقود القليلة التالية حتى تم استبدال المجموعة بالفريق الاستشاري في عام 1992، اجتمع الفريق مرتين في السنة. عادة ما تعقد الاجتماعات في وقت متأخر من كل عام لمناقشة متطلبات إندونيسيا من المساعدات الخارجية للسنة المالية القادمة (في ذلك الوقت بدأت في أبريل)، ثم في أبريل من العام المقبل للنظر في التزامات المعونة الفعلية وخطط لمزيد من المساعدة. توسع برنامج المساعدات الدولية بسرعة حتى أنه في أوائل سبعينيات القرن العشرين كان الفريق يخصص بشكل جماعي أكثر من 600 مليون دولار سنويًا لإندونيسيا.
خلال العقود القليلة التالية، قدّر إجمالي تدفقات المساعدة إلى إندونيسيا (التي كانت عبارة عن مزيج من القروض والمنح) بأكثر من 50 مليار دولار، تم توفيرها بشكل أساسي من قبل المانحين الثنائيين ولكن بشكل متزايد من قبل الوكالات متعددة الأطراف (خاصة البنك الدولي والآسيوي وبنك التنمية). في وقت لاحق خلال التسعينيات استمر تدفق المساعدة في إطار ترتيبات التنسيق المتفق عليها بموجب الفريق الاستشاري المعني بإندونيسيا في عام 1992.